# The Great Good Heaven's Band
The Great Good Heaven's Band é uma banda de metal sinfônico/progressivo de origem inglesa, muito aclamada no circuito alternativo, por apresentar canções totalmente fora do padrão comum, e por levar para o palco um número considerável de músicos. 

## O início
A banda foi formada em 1998, por 5 estudantes ingleses: Tommy Leed (vocais), Eve Bark (guitarras), Carl Lewis (baterias), Jan Ezrin (teclados) e Ruth Befor (baixo).
De início, faziam covers de bandas famosas do cenário progressivo, como: Pink Floyd, Yes, Genesis, King Crimson e Dream Theater. A banda se apresentava com o nome de "Symphony from the Heaven".
Em 2000, lançaram o seu primeiro single, uma produção independente. A suíte de nome "The Great Good Heaven" era uma mistura de metal com folk, blues, funk e música erudita. Tinha 20 minutos, e a peculiaridade de a cada 5 minutos, uma pequena pausa de 30 segundos, na qual ouviam-se alguns ruídos. Apesar da batida veloz e forte, o grande destaque ficava por conta do canto gregoriano, forma que se apresentavam os vocais da música. O mais espantoso de tudo, é que nenhum coro foi contratado para a gravação da música: Tommy Leed gravou todas as vozes, em vários tons diferentes. 

## A definição do estilo
Em 2001 a banda lança mais 5 singles, e passa a fazer shows apenas com suas composições próprias. Todas elas seguiam o mesmo estilo do single "The Great Good Heaven". Justamente por essa música caracterizar tão bem a banda, eles passaram a adotar o nome "The Great Good Heaven's Band". A partir de então, a musicalidade da banda se torna cada vez mais complexa, a ponto de os 5 integrantes não darem mais conta de executarem e gravarem as músicas. Tommy Leed resolve adicionar vocais femininos na banda, e chama sua namorada Karla McBishark para exercer essa função. A partir daí, vários novos integrantes são adicionados, alguns indicados pelos integrantes, outros selecionados a partir de testes, e então, em 2004, a banda chega a sua formação atual, com o absurdo número de 34 integrantes (e mais 5 integrantes extras que tocam apenas nos concertos) e que gravaria os dois primeiros álbuns da banda. 

## Gravação de álbuns
Em 2004 a banda lança seu primeiro álbum, o duplo: "The Great Good Heaven", já com todos os integrantes. Nele, foram lançados os 14 singles lançados anteriormente (todos foram regravados pela banda para o álbum) mais 2 composições inéditas. Em 2006 a banda lança seu segundo disco, o "Lost Souls", um disco com músicas mais curtas, porém brilhantemente construídas, e genialmente interligadas, formando um conceito único. Para 2008, a banda promete o lançamento de um terceiro álbum, de nome indefinido. Segundo Tommy Leed, a banda pretende sair do circuito alternativo e entrar para o cenário mundial através deste disco.

## Integrantes
- Tommy Leed - voz
- Karla McBishark - voz
- Robert Monkey - guitarras principais, vocais
- Eve Bark - guitarras ritmo, vocais
- Joel LeCak - guitarras ritmo, sintetizadores, vocais
- Aaron Mercy - guitarras complementares
- Eddie Kritchen - guitarras complementares, vocais
- Damien Anerr - guitarras complementares, baixo, saxofone alto
- Ruth Befor - baixo principal
- Evander Utherford - baixo clássico, violoncelo
- Edwin "Mister Mack" Sanders - baixo
- Irvin Gavaars - baixo complementar, mellotron
- John Leed - baixo complementar
- Edvard Rutherford - mellotron
- Jan Erzin - sintetizadores
- Marc de Winn - sintetizadores
- Paul Monkey - piano
- James de Lander - órgão Hammond
- Helder Bratz - órgão Hammond, saxofone alto, vocais
- Keith Broom - outros teclados, vocais
- Carl Lewis - bateria principal
- Rob Rutherford - bateria complementar, vocais
- Paul Terry - percussão
- Yves Batiste - percussão
- Andrews Jimmy Cowell - percussão complementar, vocais
- De Baptiste - saxofone alto
- Avers Anthony Molder - saxofone soprano
- Scott Page - saxofone soprano, guitarras, baixo
- Carlos Basse - saxofone tenor
- Avery McNott - saxofone tenor
- T.P. Arnold - saxofone tenor, saxofone alto, saxofone soprano, vocais
- Robert Toulzz - violino
- Klein Nash - violino
- Even Baltmore - violoncelo
- Paul Tiver - instrumentos complementares (em concertos)
- Rob Helter - instrumentos complementares (em concertos)
- Jimmy Grooves - instrumentos complementares (em concertos)
- Klauss Nielsen - instrumentos complementares (em concertos)
- Carl Josh - instrumentos complementares (em concertos)

## Discografia
Singles:
- The Great Good Heaven (single) - 2000
- A fall of a man blessed with celestial power - 2001
- The Android - 2001
- My Passion is myself - 2001
- Playing with the birds - 2001
- Run to decadence - 2001
- Work, home, work again - 2002
- Do You Feel me? - 2002
- March to god - 2002
- Hello, do you known my name? - 2002
- Pink and Blue - 2002
- Ode to a Distant Friend - 2003
- Restaure the Control of the power of the center earth - 2003
- My Dream - 2003

Álbuns
- The Great Good Heaven (álbum) - 2004
- Lost Souls - 2006